# Boris Almazov
Boris Nikoláyevich Almazov (en ruso: Бори́с Никола́евич Алмaзов, (pronunciación en inglés: /'bɐˈrʲis nʲɪkɐˈlajɪvʲɪtɕ ɐlˈmazəf/); Vyazma, Gobernación de Smolensk, Imperio ruso, 11 de noviembre [OS 27 de octubre] 1827 - Moscú, 3 [15] de abril de 1876, (Imperio ruso) fue un poeta, traductor, escritor y crítico literario ruso.

## Biografía

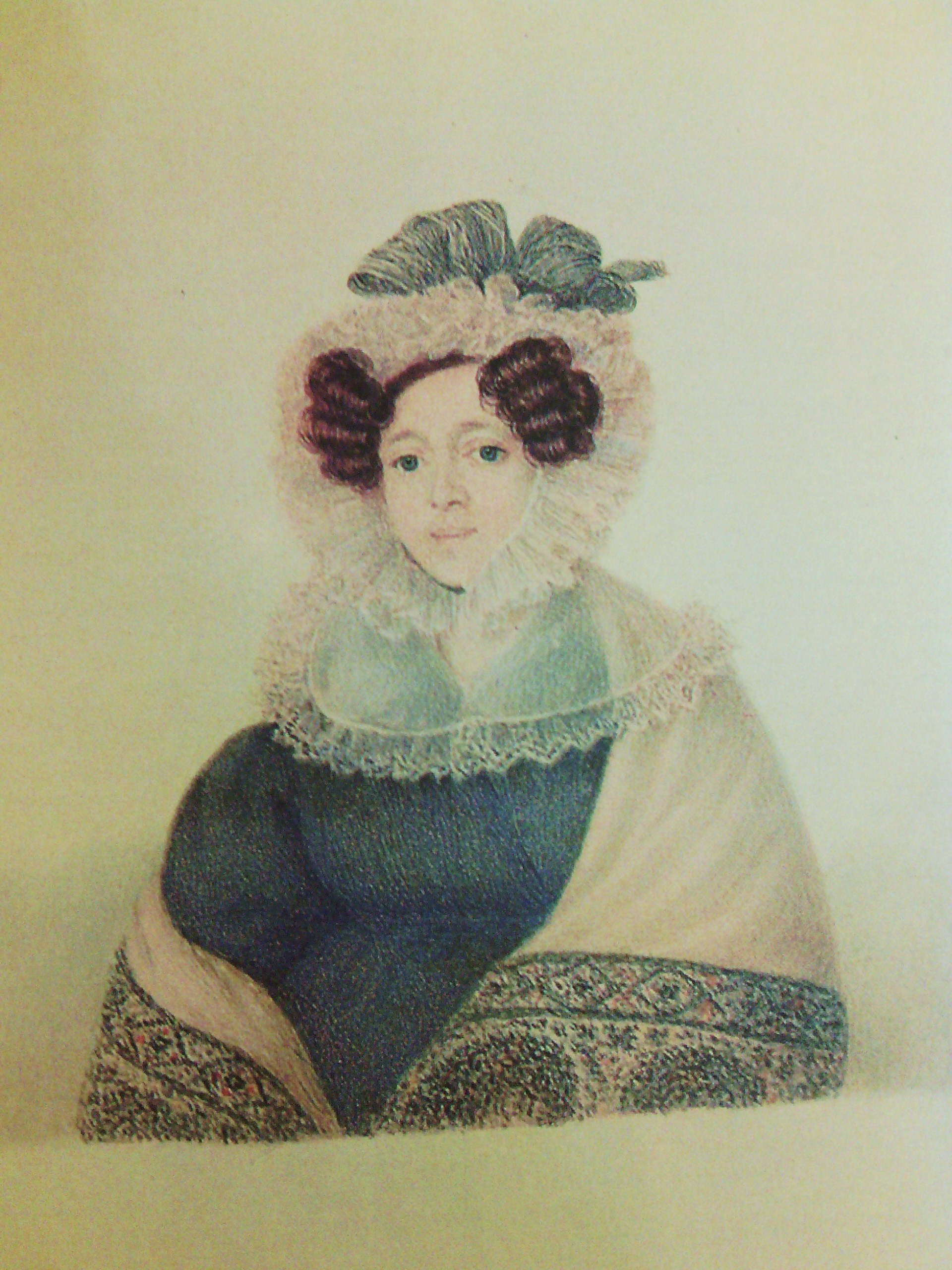
Evdokia Petrovna Almazova (ur. Zubkova), la madre del poeta

Descendiente de la antigua familia noble de los Almazov, perteneciente a la más alta nobleza de Moscú. Su padre era el capitán retirado Nikolai Petrovich Almazov, quien estaba en los círculos más altos de la sociedad de Moscú. Su madre fue Evdokia Petrovna Zubkova, una mujer muy educada y religiosa.
Pasó su infancia en el pueblo ancestral de Karavaevo (Óblast de Smolensk). Originalmente fue educado en la casa. En 1839 fue admitido en el segundo grado del 1.er gymnasium de Moscú, y como interno vivía con su director, Okulov. Desde el cuarto grado del gymnasium fue trasladado al internado de Ennes, después de graduarse en 1848 ingresó en la facultad de derecho de la Universidad de Moscú. Asistió a conferencias de los famosos profesores-historiadores, T. N. Granovsky y P. N. Kudryavtsev; no se graduó de la carrera universitaria, ya que en 1850 fue expulsado por impago.
En 1853, Almazov se casó con S.Z. Voronina, a quien previamente había dado lecciones de literatura. La vida familiar trajo consigo serias dificultades materiales: la esposa era de escasos recursos económicos y la descendencia de la joven pareja creció rápidamente. En busca de ganancias en 1854, se vio obligado a ingresar a la oficina del administrador del distrito educativo de Moscú, desde donde en 1857 se mudó a la oficina de la imprenta sinodal de Moscú. Según el testimonio de los amigos de Almazov.
"era la persona más impráctica del mundo y nunca pudo conseguir un trabajo ... Era incapaz de servir."
- Averkiev D. V. Diario de un escritor. 1885. No 4. Pp. 146
Después de servir durante varios años, Almazov ya en 1861 se retiró con el rango de secretario provincial.
Los últimos años de la vida del poeta se vieron ensombrecidos por la muerte de su esposa (1874), quien lo dejó para criar siete hijos (la familia Almazov había perdido siete hijos más antes). La necesidad y el dolor constantes paralizaron la salud de Boris Almazov. Murió en el hospital Sheremetev. Fue enterrado en el Monasterio Donskoy de Moscú (la tumba está perdida).

## Actividad literaria
A partir de 1851 se dedicó a la actividad literaria. Gracias a la estrecha amistad con Aleksandr Ostrovski y Apollon Grigoriev se unió al círculo llamado "consejo editorial joven" de la revista "Moskvityanin". Que incluía, además de A. Ostrovsky y A. Grigorva, Pisemsky, A. Potekhin , Pechersky-Melnikov, E. Edelson , Lev Mei, Nikolay Berg, Gorbunov aunque ninguno de ellos era un eslavófilo de la persuasión ortodoxa, pero todos se sintieron atraídos por el "Moskvityan" porque aquí podían basar libremente su visión sociopolítica en los cimientos de la realidad rusa.
En "Moskvityanin" Boris Almazov hizo su debut (bajo el seudónimo de Erast Blagonravov), con feuilletons divertidos e ingeniosos (principalmente dirigidos contra las revistas de Petersburgo). Almazov era más estético que político. Por eso fue tan fácil para él, después de la terminación de la publicación de "Moskvityanin", se mudó a la "Biblioteca para leer", adhiriéndose a las opiniones occidentales y al "Boletín Ruso" anglómano. Aquí publicó traducciones de obras de varios poetas, ocasionalmente obras de teatro originales y artículos críticos.
Con la aparición de una serie de revistas satíricas a finales de la década de 1850, Boris Almazov se convierte en una de las figuras rusas más destacadas de este género literario. Sus parodias poéticas sutilmente ingeniosas, en su mayor parte colocadas en "Entertainment" de Fyodor Miller, ganaron gran popularidad. De las obras de Almazov, su única historia más débil es "Katenka". Varias obras críticas surgieron de la pluma del escritor, en particular, un artículo sobre Pushkin en la colección "Morning". La tesis principal de los artículos críticos de Almazov fue el principio de "arte por arte" llevado al extremo.
"Cualesquiera que sean los méritos privados, una obra poética puede brillar, pero si alguna idea filosófica se desarrolla en ella, ya está desprovista de frescura y representa un tramo en la construcción."
- Boris Almazov
En las décadas de 1860 y 1870, Almazov apenas apareció como crítico literario, pero continuó trabajando fructíferamente como poeta y traductor. Colaboró en las revistas "Russian Bulletin" (1861-1864, 1871-1872)," Entertainment" (1859-1866), "Iskra" (1861-1862), "Splinter" (1863), "Espectador de la vida pública, la literatura y Deportes" (1862-1863) y otros, donde publica principalmente poemas humorísticos.
En 1863, bajo el seudónimo de B. Adamantov, publicó una colección de parodias "Disonances" en Moscú. Los temas, tramas y tipos que aborda Almazov son tradicionales de la sátira y el humor democráticos rusos. Hay muy pocos poemas originales de BN Almazov de la categoría de "serios", unas 15 obras. Aquí actúa como un poeta "cívico", azotando varios aspectos de la vida pública en la década de 1860 que no simpatizaban con su forma conservadora de pensar. Básicamente son filosóficos y están imbuidos de sentimiento religioso ("Tormenta", "Calma"). Algunos de los poemas "La mascarada literaria científica", "El poeta de Moscú y el filisteo de San Petersburgo" y varios otros gozaron de gran éxito. El poema "Rus y Occidente" escrito por él en 1854, los poemas "El viejo partido ruso" (1864), "Al zar de Rusia", están impregnados de mentalidad eslavófila.
Sus parodias son muy buenas. Las parodias del autor se pueden dividir en dos categorías: literarias generales y especiales, donde lo picante radica en el hecho de que los escritores contemporáneos aparecen en posiciones cómicas. De estos últimos, los más interesantes son: "El funeral de "Habla rusa", que murió tras una breve pero grave enfermedad" y "Mascarada académica y literaria". La característica principal de Boris Almazov: humor sutil, elegante, pero, al mismo tiempo, completamente inocente. A pesar de la impecabilidad de la técnica y de todo el ingenio indiscutible, Almazov sigue siendo un parodista divertido que nunca llegó al nivel de la sátira.
Desde finales de la década de 1860, Almazov ha estado traduciendo mucho. Un trabajo importante en esta área fue su primera traducción gratuita al ruso "Songs of Roland", publicada en 1869. en Moscú con el nombre de "Roland".
En 1875 publica el cuento "Katenka", sostenido principalmente en el espíritu de la "escuela natural".
La colección "Poemas" (Moscú, 1874), que absorbió casi todo lo escrito anteriormente por el poeta, se convirtió en el resultado del trabajo de Boris Almazov. Las obras de Almazov se recopilan en 3 volúmenes. (1892).
Miembro de la Sociedad de Amantes de la Literatura Rusa .
Los contemporáneos percibieron el trabajo de Almazov. Para la mayoría, siguió siendo un humorista talentoso, "cantante del minuto", y solo unos pocos discernieron la apariencia distintiva de un interesante poeta y crítico ruso, que defendía sin concesiones sus puntos de vista sobre el arte.

## Obras
- Obras en 3 volúmenes: M., 1892;
- Poemas // Sátira de los 60. / Comp. N. Kravtsov, A. Morozov. - M.; L., 1932;
- Parodia poética rusa (XVIII - principios del siglo XX) / Entrada. Art., Preparado. texto y notas. A. A. Morozov. - L., 1960 (según el índice);
- Poetas de la década de 1860 / Entrar. Art., Preparado. texto y notas. I. G. Yampolsky. - L., 1968;
- Un sueño en ocasión de una comedia // Estética y crítica rusa de los años 40-50. siglo XIX. / Preparado texto, comp., entrada. Arte. y nota. V.K.Kantor, A.L. Ospovata. - M., 1982.
- El caballo más hermoso, 1977